# Pierre Legein
Pierre Legein (Brussel, 1963) is een Belgisch striptekenaar. Hij was de opvolger van Yves Swolfs voor de reeks Dampierre in de periode 1994-2002. 

## Carrière
Legein bracht zijn jonge jaren door in Canada en Nederland. Op 7-jarige leeftijd kwam hij terug in Brussel. Op 18-jarige leeftijd ging hij medicijnen studeren en kreeg hij tekenles van Didier Desmidt, die ook achtergronden en inkleuring deed voor Tibet.
Legein volgde daarna twee jaar de studie journalistiek alvorens zich volledig aan het tekenen te wijden. Hij volgde avondlessen bij Eddy Paape aan de Académie de Saint Gilles, waar hij Crisse leerde kennen die hem in aanraking bracht met het reclamevak.
Legein maakte ook kennis met Mitacq die hem zijn hulp vroeg voor De Beverpatroelje; hij tekende in 1990 de voertuigen in nr 29 Watersnood in Mesin.
Een project bij Le Lombard zorgde voor een publicatie van zes platen in Hello BD. In 1994 bracht Crisse hem in contact met Yves Swolfs wat er toe leidde dat hij het tekenwerk voor de reeks Dampierre overnam. In 1994 won met zijn eerste album in deze reeks, Het komplot van Laval, de BD Strip-prijs 94 in Durbuy voor beste debuutalbum. Legein tekende hierna nog zes albums in deze reeks. Tot zijn pensioen zorgde Swolfs voor de  scenario's; het scenario voor het tiende album  in 2002 in de reeks was van Legein zelf.
In 2007 deed hij het tekenwerk voor het educatieve album Waterloo - Les Uniformes de l'Armée Francaise (niet vertaald in het Nederlands), uitgegeven door Casterman, reeks Historische personages.
In 2017 bracht hij vier educatieve schetsboekjes uit bij uitgeverij Point Image - JVDH strips over de Tweede Wereldoorlog, getiteld Airborne, Bastogne, German vehicles en U.S. vehicles (alle niet in het Nederlands vertaald).
In 2019 tekende hij voor de educatieve reeks De reizen van Tristan samen met Olivier Weinberg en Yves Plateau het album Le château de Malbrouck (niet in het Nederlands vertaald).